# Askia Daoud
Askia Daoud (également Askia Daoud, Askiya Dawud) est le souverain de l'empire Songhaï de 1549 à 1582. Son règne a vu l'empire atteindre un sommet de paix et de prospérité après une série de conflits de succession et de règnes courts.

## Biographie

### Contexte et ascension au pouvoir
Askia Dawud est l'un des nombreux fils d'Askia Muhammad Ture, le premier dirigeant de la dynastie Askia. Sous son règne, l’économie songhaï prospère et développe une société profondément islamisée, le gouvernement promouvant le commerce, l’éducation et l’alphabétisation. Dawud et ses frères reçoivent une bonne éducation islamique. À partir de la déposition de son père en 1528, l'empire Songhaï est secoué par une série de conflits de succession jusqu'à ce que son frère Askia Ishaq Ier soit pacifiquement élu Askia en 1539. Dawud est nommé Kurmina-fari, un poste très puissant régnant sur la moitié occidentale de l'empire. Alors qu'Askia Ishaq Ier est sur son lit de mort en 1549, ses proches alliés convoquent Dawud de Tindirma afin qu'il puisse être à Gao au moment de la succession. Il n'y a qu'un seul autre prétendant, qui aurait été tué par l'intercession d'un sorcier musulman.

### Règne

#### Politique intérieure
Le contexte particulier de la nomination d'Askia Daoud lui octroie une forme de prophétie restauratrice selon laquelle il surpasserait les précédents Askia depuis son père. Après son investiture, il nomme immédiatement ses fils à des postes de pouvoir dans l'empire, mettant de côté ses demi-frères, fils d'Askia Muhammad. Après avoir garanti que chacun de ses héritiers ait un poste, il s'intéresse à ses opposants et leur garantit qu'il ne les punirait pas. Il fait toutefois tuer son plus farouche opposant afin de le remplacer.
La stabilité, la sécurité et la religion sont parmi les principales préoccupations des Askia. Daoud a utilisé des mariages stratégiques pour promouvoir la loyauté et l'unité, à la fois politique et religieuse, de la part des chefs vassaux, des chefs religieux et des marchands. Il établit des succursales du trésor public dans les provinces ainsi que des bibliothèques publiques pour promouvoir l'alphabétisation et l'éducation islamique. Il a également rénové de nombreuses mosquées, notamment les trois mosquées constitutives de l'Université de Tombouctou.

#### Campagnes militaires
Daoud continue d'étendre l'empire, mais de manière moins agressive que certains de ses prédécesseurs. Il réorganise l'armée et mène au moins 20 campagnes militaires, la plupart réussies, projetant la puissance Songhaï dans toute la région et ramenant d'énormes quantités de butin et d'esclaves à Gao. Il s'agit notamment d'attaques contre les Mossi en 1549 et 1561-2, contre les Borgu en 1558-9 et 1563, et contre l'Empire du Mali en 1550 et 1558,. L'attaque de 1558 contre le Mali se conclue par un mariage entre Daoud et la fille du Mansa. Plusieurs artisans maliens rejoignent également Gao.
Des opérations sont également menées dans les régions montagneuses, notamment dans le Hajar (Bandiagara), pour y affaiblir des groupes restés autonomes depuis les règnes précédents. La résistance locale oblige Daoud à adapter ses stratégies, combinant prudence militaire et opérations ciblées. Des campagnes contre les Touaregs et les groupes arabes dans le sud impliquent souvent des alliés berbères, intégrés à l’appareil militaire songhaï.
Le fils de Daoud, Mohammad Bonkana, et le Huku-kuri-koi (vizir du palais) Yāsī mènent une série de campagnes contre le peuple Dogon de l'escarpement de Bandiagara, qui rétablirent une certaine autorité Songhaï limitée qui s'était affaiblie depuis l'époque d'Askia Muhammad.
L'armée songhaï sous Daoud n'a pas réussi à se moderniser en adoptant des armes à feu et s'est appuyée sur des lances, des flèches et la guérilla.

#### Esclavage institutionnalisé
Sous son règne, l'esclavage atteint une complexité sociale et politique inédite qui ne relève plus uniquement d'une institution économique, mais aussi d'un instrument de légitimation du pouvoir, d'un vecteur de piété religieuse, et d'un reflet des contradictions profondes du système impérial. Loin d’être homogène, la condition servile s’inscrit dans une gamme étendue de statuts, de fonctions et de pratiques qui défient les définitions traditionnelles de l’esclavage.
L’omniprésence et l’importance de l'esclavage dans l’empire songhaï atteignirent de nouveaux sommets sous Askia Daoud. Il possédait personnellement des dizaines de plantations massives à travers l'empire, une expansion significative des systèmes antérieurs similaires. Ceux-ci étaient exploités et gérés par des esclaves. Les dirigeants, bien que techniquement toujours propriété des Askia, devenaient souvent eux-mêmes extrêmement riches et influents. Ses réformes militaires ont également accru le contrôle central sur les soldats, les transformant en quasi-esclaves des Askia. Les fonctions des esclaves sont également multiples : soldats, fonctionnaires, intendants de plantations, percepteurs d’impôts, conseillers, chefs militaires ou encore gestionnaires de ressources stratégiques comme les mines de sel de Taghaza. Certains occupent même des postes clés dans l’appareil d’État. Les serviles deviennent une composante essentielle des élites gouvernementales songhaï.
Les témoignages coloniaux et les traditions postérieures suggèrent une intégration progressive de certaines populations serviles (les horson) dans les familles songhaï, jusqu’à devenir des membres à part entière, non vendables, comparables à des serfs. Cette hybridation entre esclavage, caste et domesticité renforce l’idée d’un système servile fluide, où l’identité pouvait se transformer selon les circonstances, les générations et les usages politiques.

#### Relations avec le Maroc
En 1556-1557, les troupes de Mulay Muhammad al-Shaykh, le sultan de Marrakech, s'emparent des mines de sel extrêmement lucratives et économiquement importantes de Taghaza, mais se retirent ensuite. Peu après son accession au trône en 1578, le sultan Ahmad Ier al-Mansur du Maroc exige les recettes fiscales des mines de sel. Askia Daoud répond en envoyant une grande quantité d'or en guise de cadeau. La générosité étonne al-Mansur, et les relations se sont améliorées pendant un temps, mais le pot-de-vin est perçu comme une faiblesse.

#### Décès et succession
Askia Daoud meurt à Tondibi, dans l'un de ses nombreux domaines, en 1582. Son corps est ramené en aval jusqu'à Gao pour être enterré. Après sa mort, les conflits de succession entre ses fils affaiblissent gravement l'empire. Ceci, ainsi que la disparité des armes, allait finalement causer la perte de Songhaï en 1591 lorsque l'empire est finalement conquis par les forces marocaines.

## Personnalité
Dawud est décrit comme un leader éloquent et magnanime, craint et respecté, mais qui pouvait aussi être un farceur. Il est connu pour sa dévotion à l’Islam. Il connaissait bien la loi islamique et a mémorisé le Coran. Il respecte et fait des dons généreux aux érudits musulmans de Tombouctou. Néanmoins, les croyances préislamiques sont restées influentes à Gao et dans d’autres régions faiblement islamisées de l’empire.